# Comté de Pittsylvania
Le comté de Pittsylvania est un comté de Virginie, aux États-Unis, fondé en 1767.